# Vlag van Ham-sur-Heure-Nalinnes
De vlag van Ham-sur-Heure-Nalinnes is op onbekende datum bij raadsbesluit vastgesteld als de vlag van de Henegouwse gemeente Ham-sur-Heure-Nalinnes. De vlag kan als volgt worden beschreven:
Negen even lange banen van geel en van rood en een uitgeschulpte blauwe zoom en een wit schild met een rode molenijzer in het midden.
De vlag komt overeen met het vlagontwerp van de Raad van Heraldiek en Vexillologie (Frans: Conseil d’héraldique et de vexillologie). De vlag is volledig gebaseerd op het gemeentewapen en ziet er dus helemaal hetzelfde uit.